# لین فن بئوزکوم
لین فن بئوزکوم (انگلیسی: Leen van Beuzekom) بازیکن فوتبال اهل اندونزی است.
وی همچنین در تیم ملی فوتبال هند شرقی هلند بازی کرده‌است.